# كارلا سواريز نافارو
كارلا سواريز نافارو (بالإسبانية: Carla Suárez Navarro)‏ هي لاعبة تنس إسبانية من مواليد سبتمبر 1988 فی لاس بالماس دي غران كناريا
وهي لاعبة المصنفة أولي في إسبانيا حاليا
تمكنت سواريز نافارو من الوصول إلي ربع نهائي جميع البطولات عدا ويمبلدون التي لم تتجاوز دورها الرابع
لدي هذه اللاعبة الإسبانية لقب واحد هو اشتوريل البرتغال 2014 بعد تغلبها علي الروسية سفيتلانا كوزنتسوفا 6-4 و3-6 و6-4
في موسم 2015 تمكنت كارلا من الفوز علي عده لاعبات متميزات أبرزهم فينوس ويليامز وايكاترينا ماكروفا وبتيكوفيتش واجا رادفانسكا
ووصلت لنهائي بطولة ميامي للتنس ذات الـ1000 نقطة لكنها خسرت امام سيرينا ويليامز 2-6 0-6 لكن لم يتوقف الامر هنا فدخلت التوب 10 لأول مره في مسيرتها

## الفوز علي لاعبات التوب 10
| رقم                       | لاعبة الخصم       | التصنيف | البطولة                                                                | الأرضية  | الدور        | النتيجة            |
| ------------------------- | ----------------- | ------- | ---------------------------------------------------------------------- | -------- | ------------ | ------------------ |
| رابطة محترفات التنس 2009 ‏ |                   |         |                                                                        |          |              |                    |
| 1.                        | فينوس ويليامز     | 6       | بطولة أستراليا المفتوحة للتنس، ملبورن، أستراليا                        | صلب      | الدور الثانى | 2–6, 6–3, 7–5      |
| رابطة محترفات التنس 2010 ‏ |                   |         |                                                                        |          |              |                    |
| 2.                        | سفتلانا كوزنتسوفا | 3       | إنديان ويلز للماسترز، الولايات المتحدة                                 | صلب      | الدور الثانى | 6–4, 4–6, 6–1      |
| رابطة محترفات التنس 2012 ‏ |                   |         |                                                                        |          |              |                    |
| 3.                        | سامانثا ستوسور    | 5       | الألعاب الأولمبية الصيفية 2012، لندن، المملكة المتحدة                  | عشب      | الدور الأول  | 3–6, 7–5, 10–8     |
| 4.                        | بيترا كفيتوفا     | 5       | بطولة الصين المفتوحة للتنس، الصين                                      | صلب      | الدور الثانى | 6–3, 6–2           |
| رابطة محترفات التنس 2013 ‏ |                   |         |                                                                        |          |              |                    |
| 5.                        | ساره إيراني       | 7       | بطولة أستراليا المفتوحة للتنس، ملبورن، أستراليا                        | صلب      | الدور الأول  | 6–4, 6–4           |
| 6.                        | كارولين فوزنياكي  | 10      | شتوتغارت، ألمانيا                                                      | تراب (i) | الدور الأول  | 7–6(8–6), 6–1      |
| 7.                        | سامانثا ستوسور    | 9       | مدريد للماسترز، إسبانيا                                                | تراب     | الدور الأول  | 7–6(9–7), 6–2      |
| 8                         | أنجليك كيربر      | 10      | بطولة أمريكا المفتوحة للتنس، ولايات المتحدة الأمريكية، نيويورك (مدينة) | صلب      | الدور الرابع | 4–6, 6–3, 7–6(7–3) |
| رابطة محترفات التنس 2014 ‏ |                   |         |                                                                        |          |              |                    |
| 9.                        | بيترا كفيتوفا     | 6       | بطولة دبي للتنس، الإمارات العربية المتحدة                              | صلب      | الدور الثانى | 1–6, 6–4, 7–6(7–4) |
| 10.                       | أنجليك كيربر      | 7       | شتوتغارت، ألمانيا                                                      | تراب (i) | الدور الثاني | 7–5, 6–4           |
| 11.                       | ماريا شارابوفا    | 6       | مونتريال كندا                                                          | صلب      | الدور الثالث | 6–2, 4–6, 6–2      |

## روابط خارجية
- كارلا سواريز نافارو على موقع رابطة محترفات التنس (الإنجليزية)
- كارلا سواريز نافارو على موقع الاتحاد الدولي لكرة المضرب (الإنجليزية)
- كارلا سواريز نافارو على موقع كأس بيلي جين كينغ (الإنجليزية)
- كارلا سواريز نافارو على موقع خلاصة التنس.كوم (الإنجليزية)
- كارلا سواريز نافارو على موقع اللجنة الأولمبية الدولية (الإنجليزية)
- كارلا سواريز نافارو على موقع أوليمبيديا (الإنجليزية)
- كارلا سواريز نافارو على موقع AS.com (الإسبانية)